# 奥约
奥约（法語：Oyeu，法語發音：[ɔjø]）是法国伊泽尔省的一个市镇，属于拉图尔迪潘区。

## 地理
奥约（45°25'19"N, 5°28'28"E）面积13.69 平方千米，位于法国奥弗涅-罗讷-阿尔卑斯大区伊泽尔省，该省份为法国东南部内陆省份，北起顺时针与安省、萨瓦省、上阿尔卑斯省、德龙省、阿尔代什省、卢瓦尔省和罗讷省。
与奥约接壤的市镇（或旧市镇、城区）包括：阿普里约、比尔桑、沙拉维讷、科隆布、帕拉德吕湖村、瓦勒德维里约。

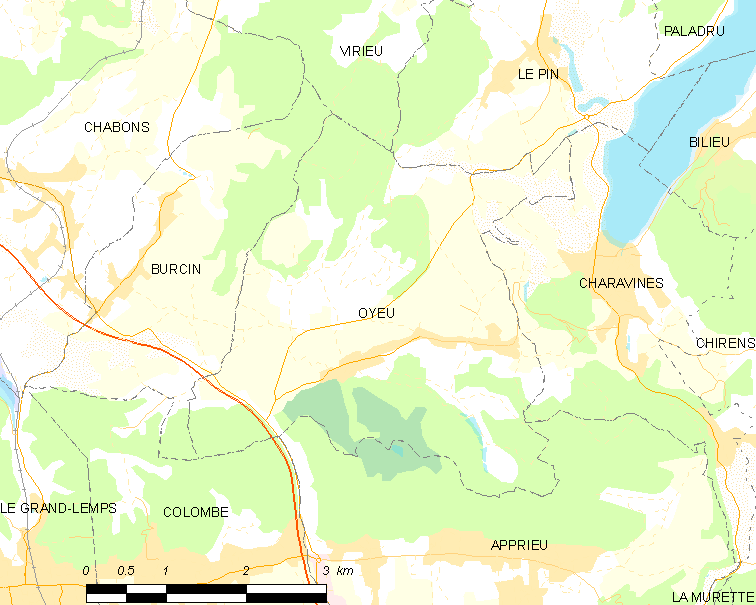
奥约的OSM定位图

奥约的时区为UTC+01:00、UTC+02:00（夏令时）。

## 行政
奥约的邮政编码为38690，INSEE市镇编码为38287。

## 政治
奥约所属的省级选区为大朗斯县。

## 人口

1962-2008年间奥约人口变化图示

奥约于2022年1月1日时的人口数量为1092人。